# Tamaroa (Volk)

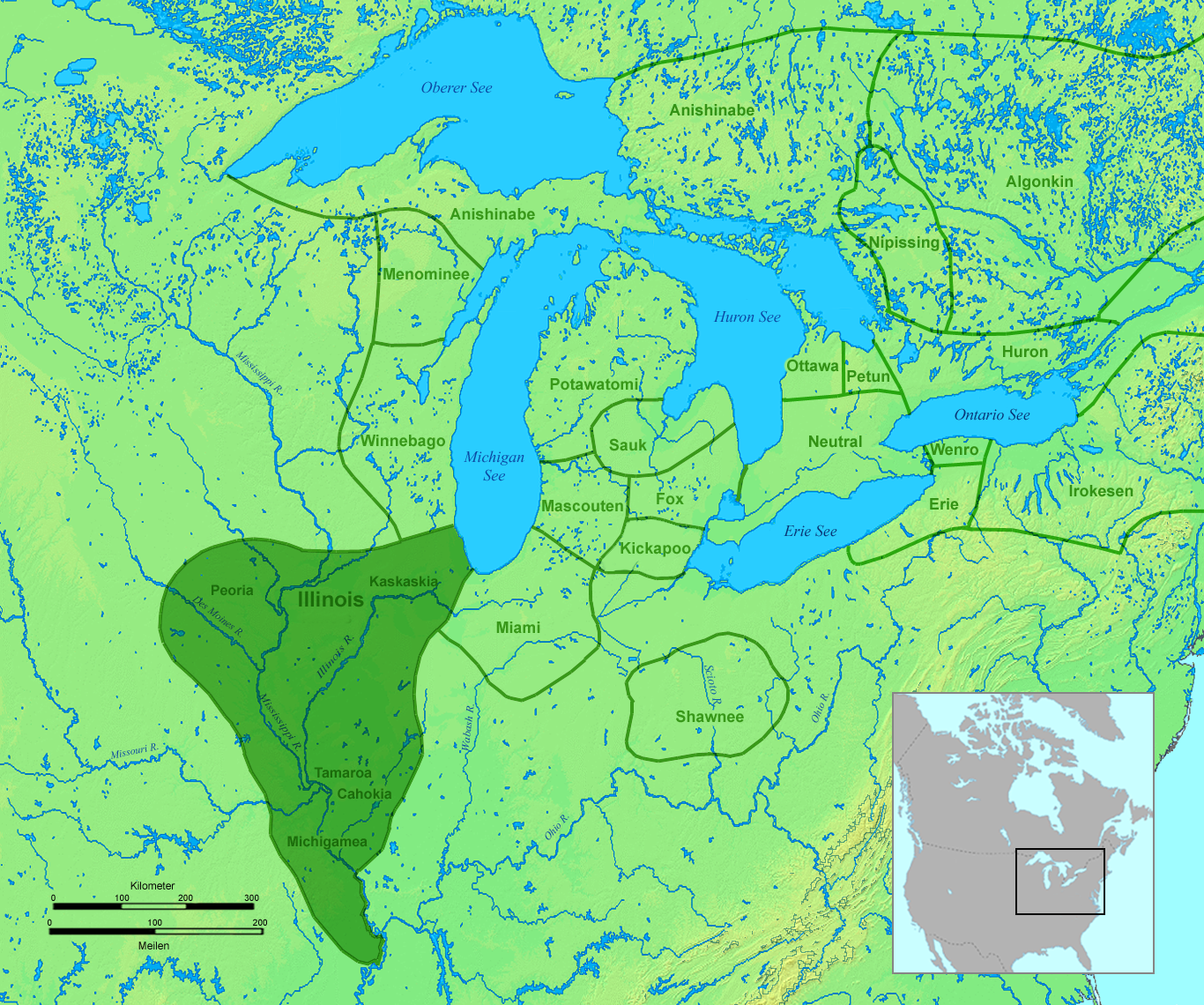
Wohn- und Jagdgebiet der Illinois vor 1700

Die Tamaroa gehörten zu den Illinois, einer Konföderation von rund zwölf kleinen Algonkin sprechenden Indianerstämmen, die zu Beginn des 17. Jahrhunderts über ein Gebiet verstreut waren, welches das nördliche Illinois und Teile von Missouri, Iowa und Arkansas umfasste. Obwohl wenig über die Kultur der Tamaroa bekannt ist, könnte sie der Lebensweise der Kaskaskia, Peoria und anderer Illinois-Stämme ähnlich gewesen sein.
Um 1680 lebten geschätzte dreitausend Tamaroa an beiden Ufern des Mississippi, etwa zwischen der Mündung des Illinois und des Missouri Rivers. Danach zogen sie in die Nähe der heutigen Stadt Cahokia in Illinois. Ihr Dorf namens Tamaroa umfasste 1682 annähernd 180 Hütten. Erste Schätzungen der Bevölkerungszahl erfolgten damals in der Angabe von Hütten oder Kriegern, wobei eine Hütte von rund sechzehn Personen bewohnt wurde. In der Nähe gründeten französische Jesuiten 1699 eine katholische Mission. Angezogen durch die Mission siedelten dort im folgenden Jahr auch die Cahokia, ein weiterer Stamm aus der Illinois-Konföderation. Beide Stämme zusammen zählten insgesamt nur rund neunzig Hütten, was einen erheblichen Bevölkerungsverlust in dieser Zeitspanne vermuten lässt.
Um 1703 vereinigten sich die Tamaroa mit den Kaskaskia an der Mündung des Kaskaskia Rivers im heutigen Illinois. Sie lebten dort nahe der französischen Siedlung Kaskaskia und litten unter europäischen Krankheiten, gegen die sie keine Widerstandskräfte entwickeln konnten. Dazu kamen Kriege gegen feindliche Stämme, wie die Chickasaw und Shawnee, und verbreiteter Alkoholismus, so dass ihre Bevölkerungszahl weiterhin dramatisch schrumpfte. 1803 wurden die überlebenden Tamaroa gemeinsam mit den Kaskaskia als Kaskaskia tribe von der US-Regierung bundesstaatlich anerkannt (federal recognized). In den 1830er Jahren schlossen sie sich den Peoria an und zogen in den heutigen US-Bundesstaat Kansas. Gemeinsam wurden sie im Jahr 1867 Mitglieder des Confederated Peoria Tribe und bekamen im nordöstlichen Indianer-Territorium Land zugewiesen, dem heutigen Ottawa County in Oklahoma. 1889 zogen 157 Peoria, darunter eine unbekannte Zahl an Tamaroa, in ihre neue Reservation.